# Balmaceda turneri
Balmaceda turneri là một loài nhện trong họ Salticidae.
Loài này thuộc chi Balmaceda. Balmaceda turneri được Arthur Merton Chickering miêu tả năm 1946.